# Ель-Фраго
Ель-Фраго (ісп. El Frago) — муніципалітет в Іспанії, у складі автономної спільноти Арагон, у провінції Сарагоса. Населення — 106 осіб (2010).
Муніципалітет розташований на відстані близько 310 км на північний схід від Мадрида, 70 км на північ від Сарагоси.

## Демографія
Динаміка населення (INE ):